# イオンモール幕張新都心
イオンモール幕張新都心（イオンモールまくはりしんとしん）は、千葉県千葉市美浜区豊砂1丁目（幕張新都心拡大地区）にある、イオンモール株式会社が管理・運営するモール型ショッピングセンターである。イオンモールの旗艦店に位置付けられている。立体駐車場を含む延床面積は約40.2万m2で、国内最大規模である。

## 概要

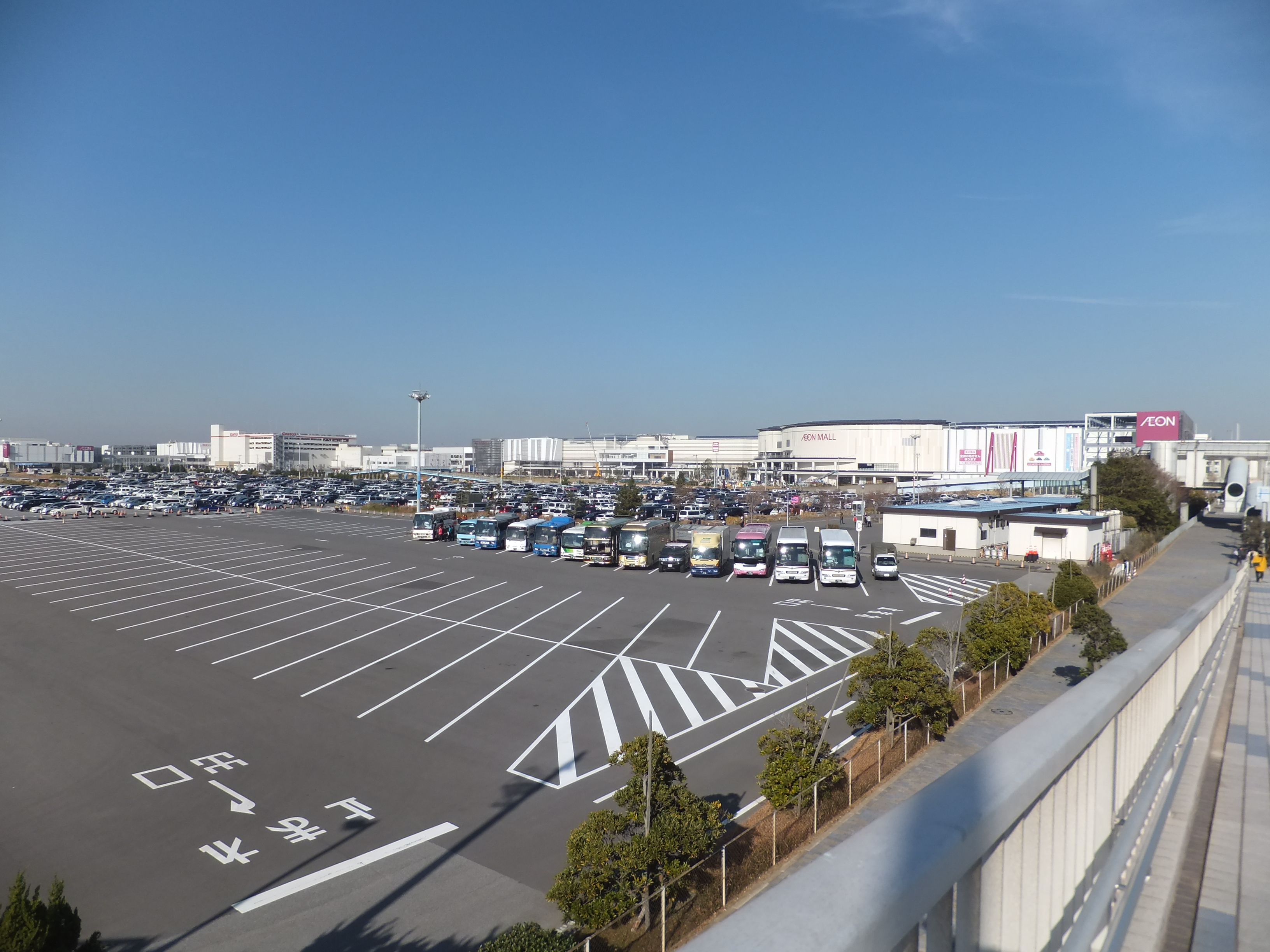
メッセ大橋歩道橋より全景（2013年12月）

2013年12月20日、イオン本社（イオンタワー）が所在する幕張新都心の拡大地区に、イオンモールの旗艦店として開業した。
立体駐車場を含む延床面積は約40.2万m2、店舗面積は約12.8万m2。施設内は「グランドモール」、「エキマエモール」（旧ファミリーモール）、「アクティブモール」、「ペットモール」の4エリアから構成される。なお、温泉施設が設けられる予定であった「スパ&ビューティーゾーン」（エキマエモール北側棟）は駐車場となっており、計画が一部変更されている。
敷地の一部（全体約19.2万m2のうち、グランドモールやペットモールがある東側の大部分とアクティブモール南西側の南平面駐車場の敷地を合わせた約11.1万m2）は20年間の定期借地契約となっている。設計・施工は株式会社大林組、株式会社大本組の共同企業体。

## 歴史
幕張新都心拡大地区は、1989年に編入された地域である。しかしバブル崩壊以降、企業立地が進まず、街開きから20年以上は未利用地だった。このため、2010年「豊砂地区」の未利用地8区画約18.3ヘクタールを早期に活用するため土地利用を見直し、オフィス用途から企業ニーズに合う商業用途に変更した。同年9月から一括開発をしてくれる事業者を条件に公募を再開し、12月にイオンを進出事業者に決定した。
北側の敷地では、過去に鷺沼貨物駅の設置が予定されており、建設途中で途切れた高架橋が現在も残る。将来的に鉄道駅の建設を見越してバスターミナルも併設されており、京葉線の新駅について、2018年4月にイオンモール・千葉県・千葉市・東日本旅客鉄道（JR東日本）の4者で合意され、2023年3月18日に幕張豊砂駅として開業した。
2023年2月、イオンモールは幕張豊砂駅の開業に合わせて、同年春から約2年間（計4回）の大規模リニューアルを発表した。全4館のテナントのうち、全体の3分の1となる約120店舗が対象となる。また、幕張豊砂駅に隣接しているファミリーモールの名称を同年11月23日から「エキマエ」に改称した。

## 主要テナント
中核店であるイオンスタイルと350の専門店を有する。
詳細は「イオンモール幕張新都心ショップリスト」を参照。
「カンドゥーイオンモール幕張新都心」は「カンドゥー」の日本第1号店となるなど、日本の1号店やセレクトショップ、体験型の店舗を充実させるなど集客の工夫が施されている。
- カンドゥー幕張新都心
- ノジマ
- スポーツオーソリティ
- イオンシネマ
- 東映ヒーローワールド（2013年12月20日 - 2017年1月15日）[21]
- イオンモール幕張新都心内郵便局（2017年7月10日 - ）[22]

### よしもと幕張イオンモール劇場
吉本興業との提携で開業と同時にオープンした常設劇場。グランドモール3階にあり、席数は約300席。
2013年から2014年にかけて、生放送特番『日本で一番早いお笑いバトル!フットンダ王決定戦』のワイルドカード決定戦を開催した。
夕方ライブ「爆ハリ!」の模様は、2016年から2019年まで、千葉テレビ放送の『バチッと!爆ハリ!』→『ジャルッと!爆ハリ!』内でも放送されていた。

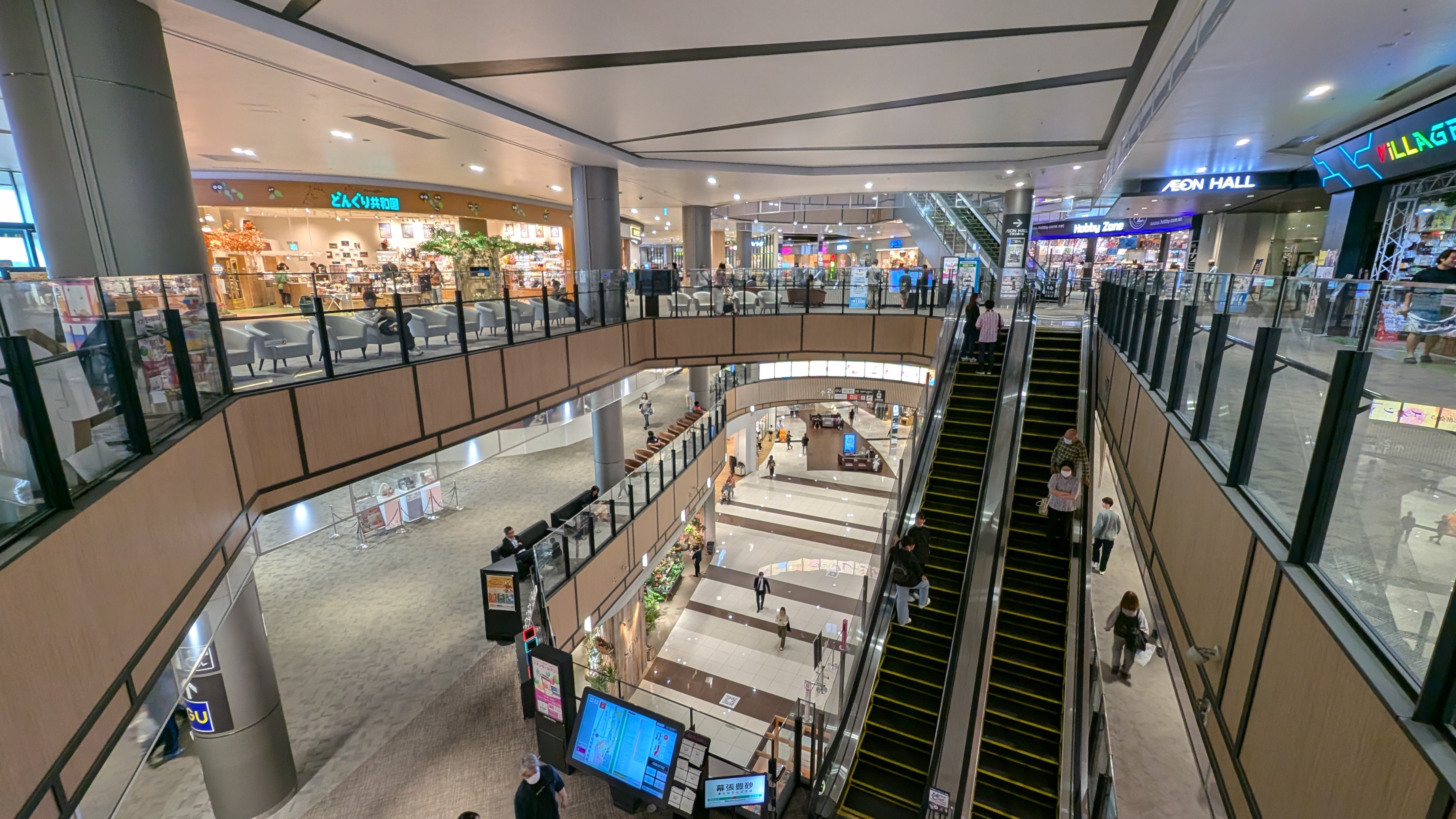
グランドモール3F 吹き抜け
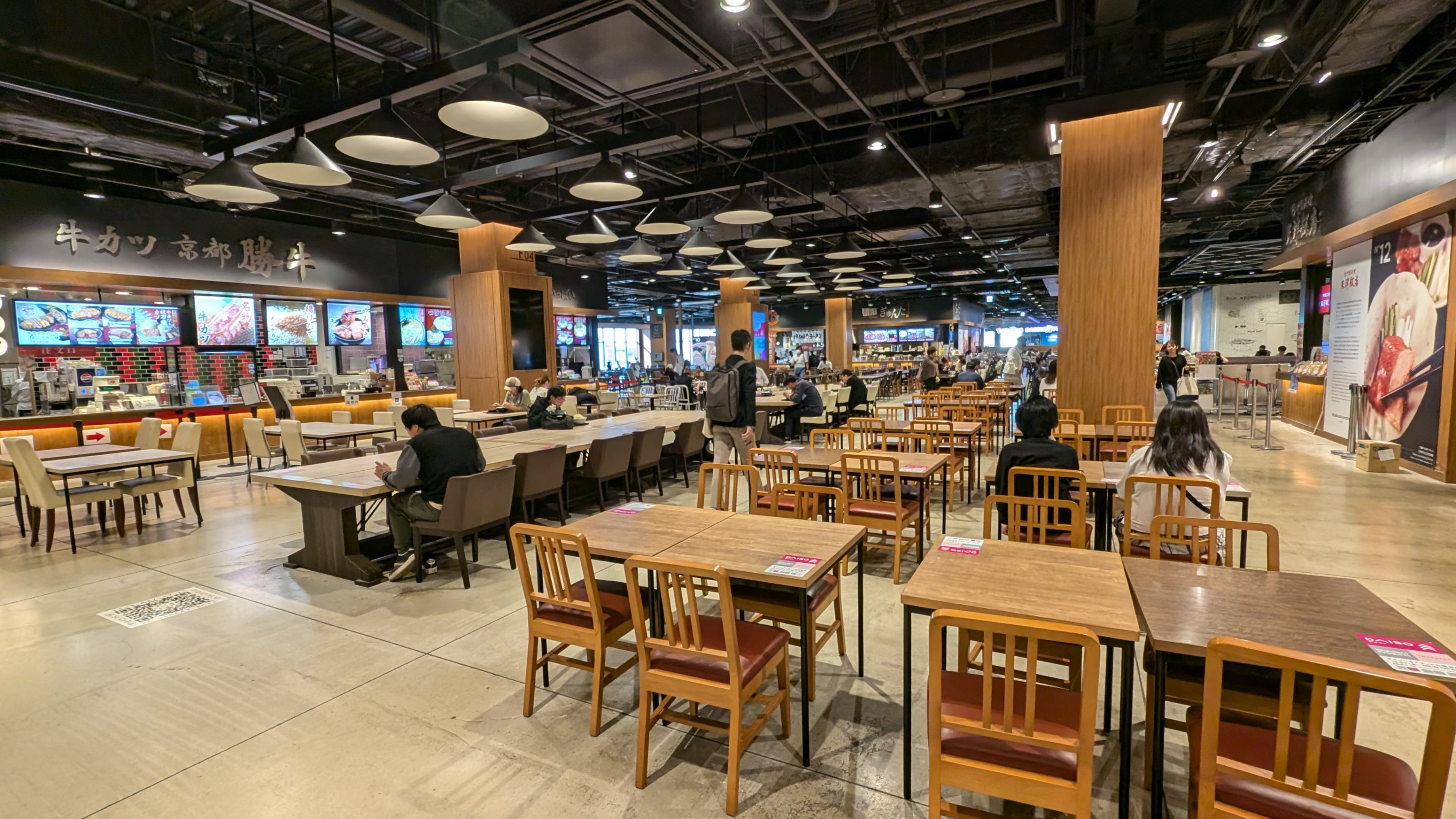
グランドモール3F フードコート
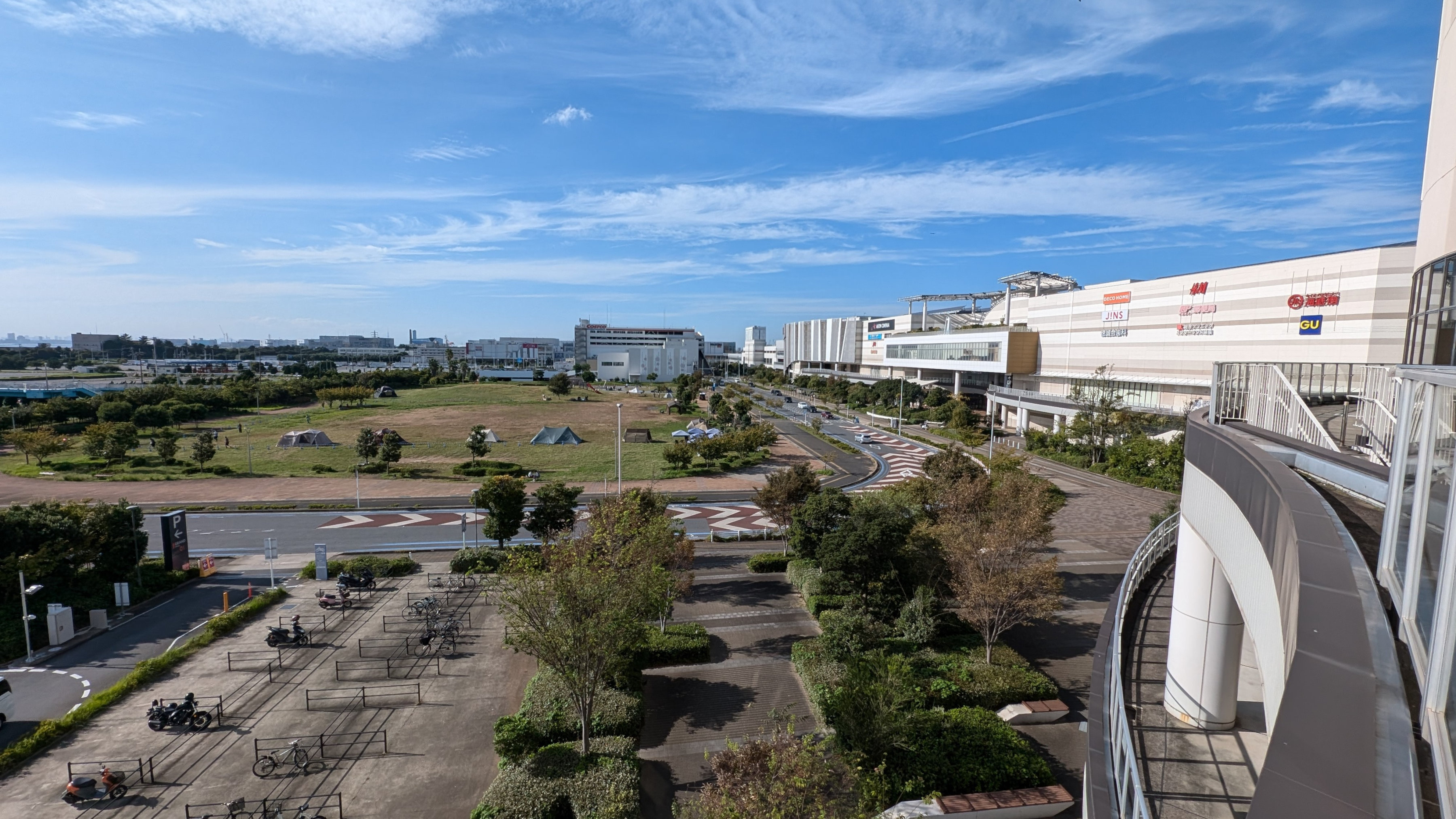
グランドモールテラスからの眺望
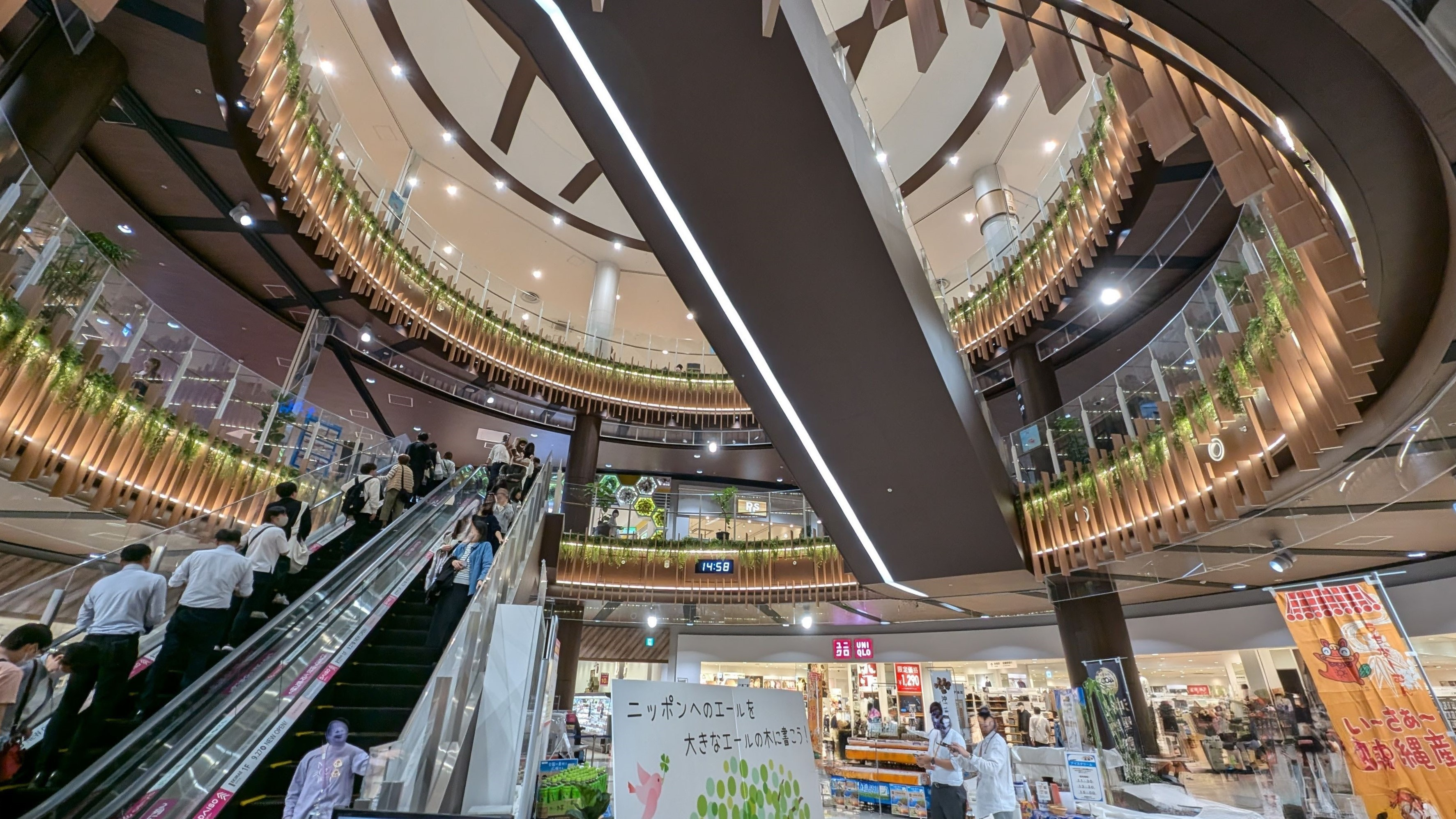
エキマエモール エキマエコート
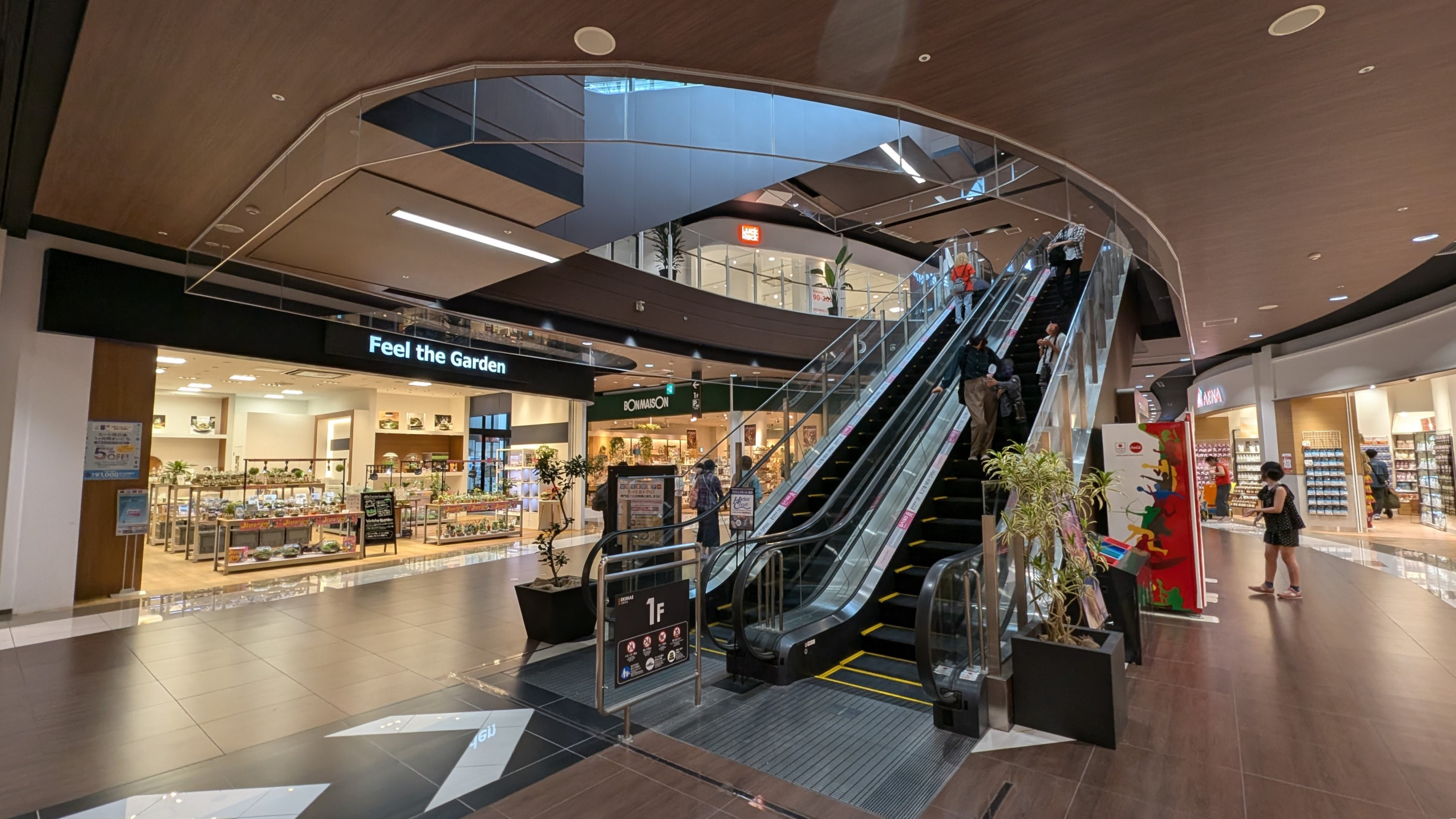
エキマエモール1Fエスカレーター周辺
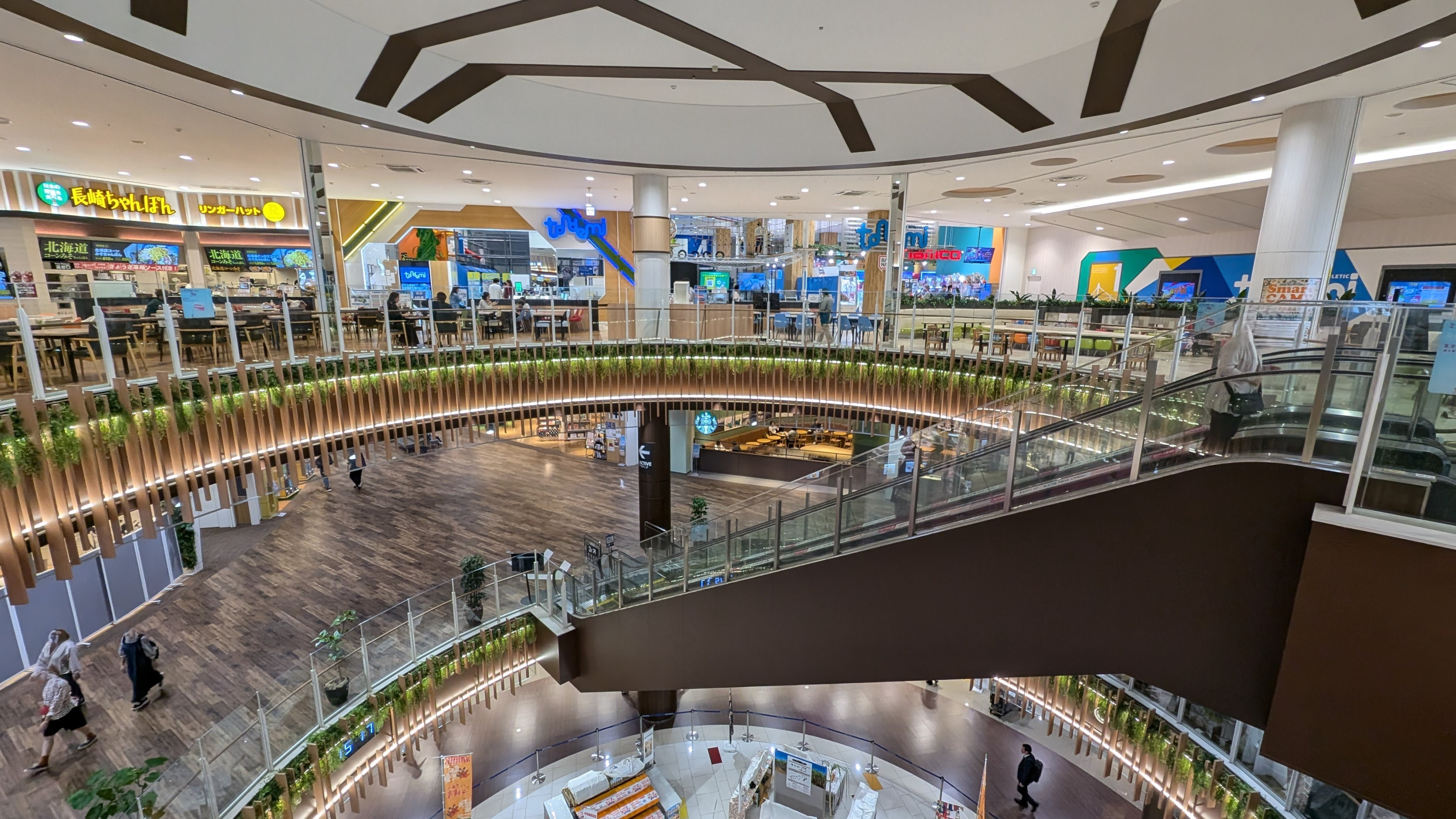
エキマエモール3Fフードコート他
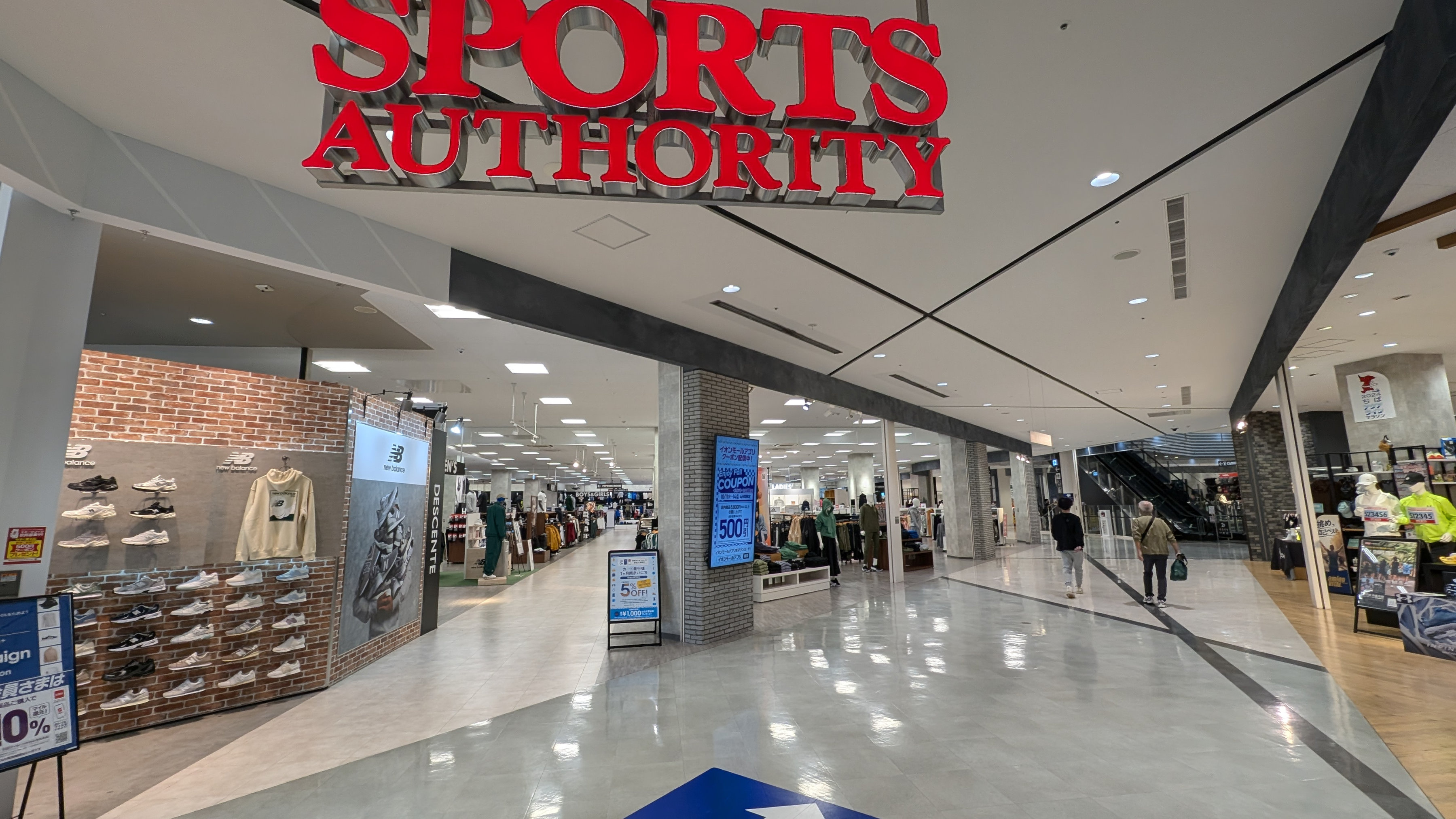
アクティブモール1F
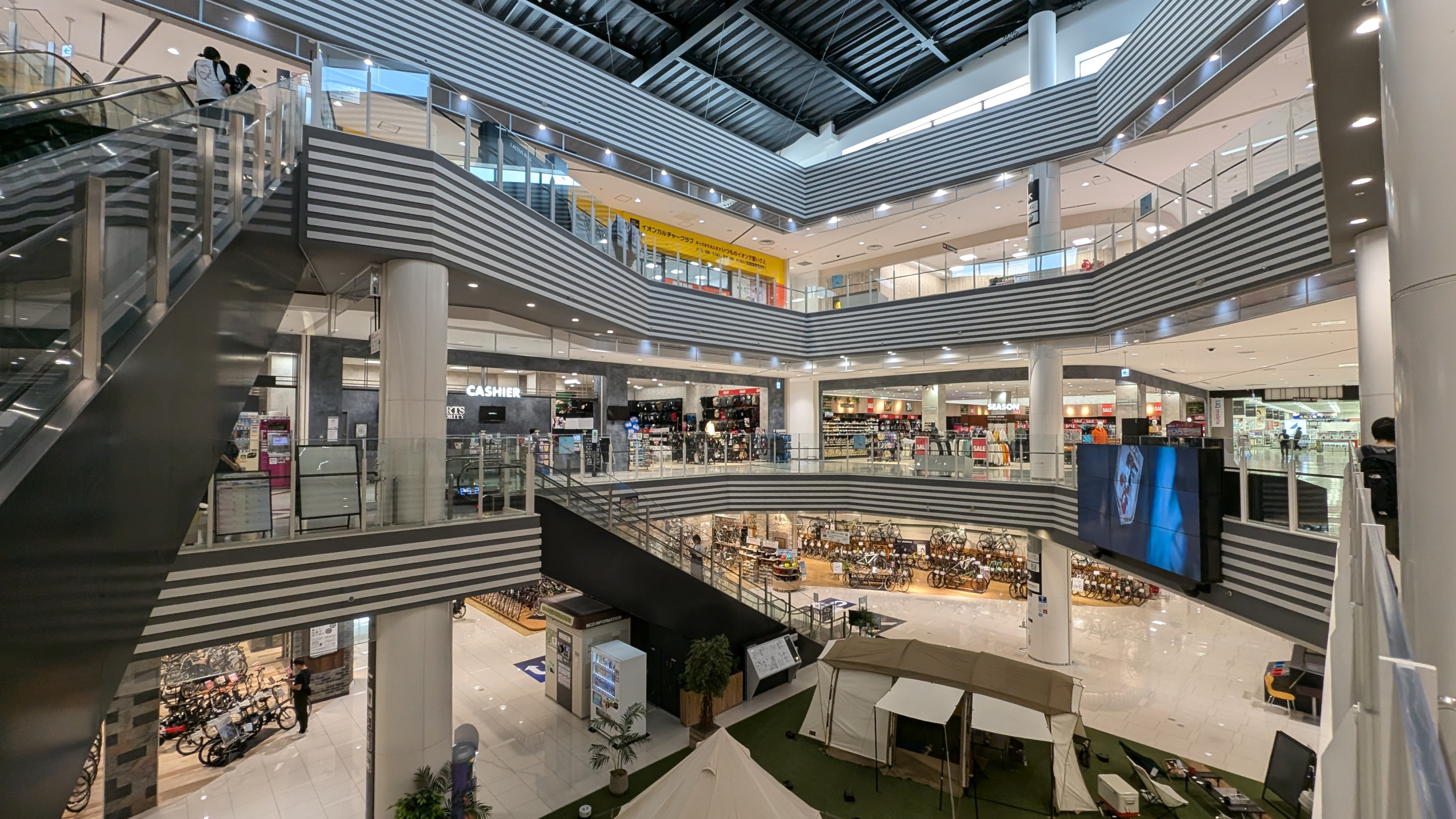
アクティブモール全階層

## 交通
- 幕張豊砂駅から西側入口まで徒歩1分
- 海浜幕張駅から東側入口まで徒歩約18分
- 海浜幕張駅から京成バス・ちばシティバスで約8分
- 幕張本郷駅 から京成バスで約20分
- 津田沼駅京成バス「津46系統」
- 稲毛駅・京成稲毛駅から千葉海浜交通・ちばシティバス「稲91系統」[23]
  - この他、海浜幕張駅から「豊砂公園」バス停に、幕張本郷駅から「グランドモール」バス停に停車する便が設定されている。
  - 京成バスは「イオン71系統」としてビジネスエリア→ベイタウン地区→海浜幕張駅周辺ホテル群を周遊する路線を運行している。
  - 京成バス[注 2]が「無料巡回バス」として幕張ベイタウン・幕張西・イオン幕張店経由、磯辺・高浜・花見川団地方面の無料バスを運行している。